# Saison 5 de Gilmore Girls
Chronologie
Saison 4 Saison 6
Cet article présente le guide des épisodes de la cinquième saison de la série télévisée américaine Gilmore Girls.

## Synopsis
Dans cette saison, Lorelai et Rory font face à de nombreux changements. Lorelai est contente d’avoir ouvert son auberge avec sa meilleure amie Sookie, mais se rend aussi rapidement compte des difficultés d’être boss. Rory entame une nouvelle année à Yale et sa vie amoureuse sera assez compliquée…

## Distribution

### Acteurs principaux
- Lauren Graham (VF : Nathalie Régnier) : Lorelai Gilmore
- Alexis Bledel (VF : Noémie Orphelin) : Rory Gilmore
- Scott Patterson (VF : Patrick Laplace) : Luke Danes
- Kelly Bishop (VF : Régine Blaess) : Emily Gilmore
- Edward Herrmann (VF : Bernard Demory) : Richard Gilmore
- Keiko Agena (VF : Solène Davan-Soulas) : Lane Kim
- Melissa McCarthy (VF : Véronique Volta) : Sookie St. James
- Yanic Truesdale (VF : Yann Le Madic) : Michel Gerard
- Liza Weil (VF : Caroline Pascal) : Paris Geller
- Sean Gunn (VF : Éric Missoffe) : Kirk Gleason
- Jared Padalecki (VF : Benjamin Pascal) : Dean Forester[1]
- David Sutcliffe (VF : Patrice Baudrier) : Christopher Hayden
- Milo Ventimiglia (VF : David Lesser) : Jess Mariano
- Matt Czuchry (VF : Ludovic Baugin) : Logan Huntzberger[2]

### Acteurs secondaires
- Sebastian Bach (VF : Emmanuel Garijo) : Gil
- John Cabrera (VF : Olivier Korol) : Brian Fuller
- Gregg Henry (VF : Gabriel Le Doze) : Mitchum Huntzberger
- Jackson Douglas (VF : Stéphane Ronchewski) : Jackson Belleville
- Emily Kuroda (VF : Yumi Fujimori) : Mrs. Kim
- Todd Lowe (VF : François Creton) : Zach Van Gerbig
- Grant-Lee Phillips : Grant-Lee Phillips
- Danny Strong (VF : Laurent Morteau) : Doyle McMaster
- Sally Struthers (VF : Yvette Petit) : Babette Dell
- Liz Torres (VF : Monique Thierry) : Miss Patty
- Wayne Wilcox (VF : Alexis Tomassian) : Marty
- Kathleen Wilhoite (VF : Sophie Arthuys) : Liz Danes
- Michael DeLuise (VF : Stéphane Bazin) : T.J.
- Michael Winters (VF : Michel Tugot-Doris) : Taylor Doose
- Scout Taylor-Compton (VF : Laëtitia Videt) : Clara Forester
- Katherine Bailess : Stephanie
- Alan Loayza (VF : Tony Marot) : Colin McCrae
- Tanc Sade (VF : Pascal Grull) : Finn
- Nick Holmes (VF : Didier Cherbuy) : Robert
- Lucy Butler (VF : Maïté Monceau) : Maggie
- Kathryn Joosten : Maisy (épisode 3)
- Riki Lindhome : Juliet (épisode 15)

## Épisodes

### Épisode 1:Au revoir Daisy Miller
- États-Unis : 21 septembre 2004 sur The WB[3]
- Québec : 31 août 2005 sur VRAK
- Belgique : 8 septembre 2006 sur Club RTL
- France : 1er avril 2008 sur France 4

On retrouve Rory et Dean dans le lit en train de discuter, comme lors du dernier épisode de la saison 4. Lorelai rentre et les surprend, Dean s’en va mais écoute Lorelai parler avec Rory. Lorelai lui dit qu’elle est déçue. Toutes les deux se disputent violemment à ce sujet jusqu'à ce que Rory s’écrie qu’elle déteste sa mère.

### Épisode 2:Ne tirez pas sur le messager
- États-Unis : 28 septembre 2004 sur The WB
- Québec : 7 septembre 2005 sur VRAK
- Belgique : 11 septembre 2006 sur Club RTL
- France : 1er avril 2008 sur France 4

Luke rejoint TJ et Liz, qui l’ont appelé à l’aide après un petit accident. Celui-ci part donc loin de Lorelai qui se retrouve toute seule. Rory est toujours en Europe. Après n’avoir plus donné de nouvelles à sa mère, elle se décide à l’appeler. Elles font la paix et celle-ci demande à Lorelai de donner une lettre à Dean.
Une fois la lettre transmise, Lindsay la trouve, malgré les efforts de Dean pour la cacher. Lorsqu'il rentre, il se retrouve à la porte.

### Épisode 3:L'Horoscope
- États-Unis : 5 octobre 2004 sur The WB
- Québec : 14 septembre 2005 sur VRAK
- Belgique : 12 septembre 2006 sur Club RTL
- France : 2 avril 2008 sur France 4

Kathryn Joosten
Richard et Emily se sont partagé la demeure. Lui garde le « pool house » la maison de la piscine, tandis qu'Emily garde la maison. Le dîner du vendredi soir change donc et devient un vrai cauchemar pour Lorelai et Rory. Elles ont le droit à un apéritif avec Richard et un dîner avec Emily.

### Épisode 4:Un fauteuil pour deux candidats
- États-Unis : 12 octobre 2004 sur The WB
- Québec : 21 septembre 2005 sur VRAK
- Belgique : 13 septembre 2006 sur Club RTL
- France : 2 avril 2008 sur France 4

### Épisode 5:Sortie à quatre
- États-Unis : 19 octobre 2004 sur The WB
- Québec : 28 septembre 2005 sur VRAK
- Belgique : 14 septembre 2006 sur Club RTL
- France : 3 avril 2008 sur France 4

Lorsque Emily ne trouve pas ce qu’il faut pour servir Lorelai et Rory, elle décide d’aller emprunter quelque chose à Richard. Mais lorsqu'elle se trouve dans la nouvelle demeure de celui-ci, elle ne trouve pas ce qu’elle veut mais tombe par hasard sur une chemise de femme de couleur dorée. Lorelai leur conseille de ne plus se parler.

### Épisode 6:Une grossesse et un écrivain
- États-Unis : 26 octobre 2004 sur The WB
- Québec : 5 octobre 2005 sur VRAK
- Belgique : 15 septembre 2006 sur Club RTL
- France : 3 avril 2008 sur France 4

Norman Mailer, un célèbre auteur s’est installé au Dragonfly depuis quelque temps. Le chiffre d’affaires du Dragonfly est mauvais, on demande même à Lorelai de fermer à midi, ce qu’elle accepte. Mais Sookie ne le voit pas du même œil. Elle va faire une crise et tout faire pour que son restaurant reste ouvert.

### Épisode 7:Pas de répit pour les braves
- États-Unis : 2 novembre 2004 sur The WB
- Québec : 12 octobre 2005 sur VRAK
- Belgique : 18 septembre 2006 sur Club RTL
- France : 4 avril 2008 sur France 4

### Épisode 8:La Fête est finie
- États-Unis : 9 novembre 2004 sur The WB
- Québec : 19 octobre 2005 sur VRAK
- Belgique : 19 septembre 2006 sur Club RTL
- France : 4 avril 2008 sur France 4

### Épisode 9:Emily sort!
- États-Unis : 16 novembre 2004 sur The WB
- Québec : 26 octobre 2005 sur VRAK
- Belgique : 20 septembre 2006 sur Club RTL
- France : 5 avril 2008 sur France 4

### Épisode 10:Le Banc légendaire
- États-Unis : 30 novembre 2004 sur The WB
- Québec : 2 novembre 2005 sur VRAK
- Belgique : 21 septembre 2006 sur Club RTL
- France : 7 avril 2008 sur France 4

### Épisode 11:Femmes de petite vertu
- États-Unis : 25 janvier 2005 sur The WB
- Québec : 9 novembre 2005 sur VRAK
- Belgique : 22 septembre 2006 sur Club RTL
- France : 7 avril 2008 sur France 4

### Épisode 12:Reviens à la maison
- États-Unis : 1er février 2005 sur The WB
- Québec : 16 novembre 2005 sur VRAK
- Belgique : 25 septembre 2006 sur Club RTL
- France : 8 avril 2008 sur France 4

### Épisode 13:Mariage et règlement de comptes
- États-Unis : 8 février 2005 sur The WB
- Québec : 23 novembre 2005 sur VRAK
- Belgique : 26 septembre 2006 sur Club RTL
- France : 8 avril 2008 sur France 4

### Épisode 14:Dis quelque chose
- États-Unis : 15 février 2005 sur The WB
- Québec : 30 novembre 2005 sur VRAK
- Belgique : 27 septembre 2006 sur Club RTL
- France : 9 avril 2008 sur France 4

### Épisode 15:Spécial Yiddish Resto Chinois
- États-Unis : 22 février 2005 sur The WB
- Québec : 7 décembre 2005 sur VRAK
- Belgique : 28 septembre 2006 sur Club RTL
- France : 9 avril 2008 sur France 4

Riki Lindhome (Juliet)

### Épisode 16:Le Contrat du vendredi soir
- États-Unis : 1er mars 2005 sur The WB
- Québec : 14 décembre 2005 sur VRAK
- Belgique : 29 septembre 2006 sur Club RTL
- France : 10 avril 2008 sur France 4

Lorsque Lorelai refuse de parler avec sa mère alors qu'elle parle encore avec son père, Emily fait une crise. Et lors du fameux dîner du vendredi soir, Rory lui en veut parce qu’elle a brisé le couple de Lorelai.

### Épisode 17:Téléphone portable et jeu télévisé
- États-Unis : 8 mars 2005 sur The WB
- Québec : 21 décembre 2005 sur VRAK
- Belgique : 2 octobre 2006 sur Club RTL
- France : 10 avril 2008 sur France 4

### Épisode 18:La Mort vous va si bien
- États-Unis : 19 avril 2005 sur The WB
- Québec : 28 décembre 2005 sur VRAK
- Belgique : 3 octobre 2006 sur Club RTL
- France : 11 avril 2008 sur France 4

### Épisode 19:Mais je suis une Gilmore
- États-Unis : 26 avril 2005 sur The WB
- Québec : 4 janvier 2006 sur VRAK
- Belgique : 4 octobre 2006 sur Club RTL
- France : 14 avril 2008 sur France 4

### Épisode 20:Logan, 1, Lorelai, 0
- États-Unis : 3 mai 2005 sur The WB
- Québec : 11 janvier 2006 sur VRAK
- Belgique : 5 octobre 2006 sur Club RTL
- France : 14 avril 2008 sur France 4

### Épisode 21:Les Anciens de la ville
- États-Unis : 10 mai 2005 sur The WB
- Québec : 18 janvier 2006 sur VRAK
- Belgique : 6 octobre 2006 sur Club RTL
- France : 15 avril 2008 sur France 4

### Épisode 22:Coup de tête
- États-Unis : 17 mai 2005 sur The WB
- Québec : 25 janvier 2006 sur VRAK
- Belgique : 9 octobre 2006 sur Club RTL
- France : 15 avril 2008 sur France 4